# Grzymisław (książę świecki)
Grzymisław – książę (namiestnik) świecki i lubiszewsko-tczewski. 
Prawdopodobnie syn lub wnuk Świętopełka. Znany jedynie z dwóch dokumentów. W 1188 roku uczestniczył w ufundowaniu przez księcia gdańskiego Sambora I klasztoru w Oliwie. W 1198 roku nadał joannitom Starogard i Skarszewy oraz patronat nad kościołem w Lubiszewie. Zmarł na początku XIII wieku. Jego księstwo objął Sambor I.